# علي رضا قشقاييان
علي رضا قشقاييان (بالفارسية: علی‌رضا قشقاییان) ، من مواليد 27 فبراير 1954م، وهو لاعب كرة قدم إيراني سابق، اشتهر علي رضا كلاعب إيراني يحترف في إحدى الأندية السويدية مثل نادي فالو، كما شارك مع منتخب بلاده لنهائيات كأس العالم سنة 1978 بالأرجنتين.